# 주월 미국 육군 공병사령부
주월 미국 육군 공병사령부(영어: U.S. Army Engineer Command, Vietnam (USARENGRCOMDV))은 1966년부터 1972년까지 있었던 사단 소속이 아닌 모든 미국 육군 공병대의 활동을 지휘통제하기 위해 운영하였던 주월 미국 육군의 공병대 지휘부였다.

## 역사
베트남 공화국에 배치되었던 제18공병여단와 제20공병여단를 지휘 통제하였다. 미국이 전쟁에서 발을 빼기 시작하면서 1971년 9월 20일에 두개 여단은 귀국하였다. 그리고 주월 공병사령부는 1972년에 전투 및 시설공병으로 혼성 편성된 1개 공병단으로 대채되었으나, 공병단 또한 1년 뒤의 1973년에 해체되었다.

## 산하 조직

제20공병여단 (공수)의 SSI

제18공병여단의 SSI

제18공병여단은 제1베트남야전부대을 지원, 베트남 공화국군 제1군단, 제2군단 지역, 제20공병여단은 제2베트남야전부대을 지원, 베트남 공화국군 제3군단, 제4군단 지역에서 활동하였다.
- 제18공병여단; 1965년 9월, 깜라인에 배치 ~ 1971년 9월 20일, 해산
  - 제35공병단 - 깜라인
  - 제45공병단 - 1966년 6월 ~ 1972년 1월
  - 제937공병단 (전투) - 꾸이년
- 제20공병여단; 1967년 8월, 배치 ~ 1971년 9월 20일, 귀국
  - 제34공병단; 1967년 3월 ~ 1972년 3월
  - 제79공병단; 1966년 7월 ~ 1970년 12월
  - 제159공병단; 1965년 10월 ~ 1972년 4월

## 참고
- “CHAPTER V: The Initial Engineer Command” (PDF). 《VIETNAM STUDIES: U.S. Army Engineers 1965-1970》 (영어) (Department of the Army): 63. 2023년 8월 2일에 확인함.
- “Vietnam So Many Years Later: Remembering Army Engineer Activities in Southeast Asia, 1966-1972” (미국 영어). Office of History, U.S. Army Corps of Engineers. 2023년 5월. 2024년 12월 11일에 확인함.